# PEFC España
PEFC España (Asociación para la Sostenibilidad Forestal Española) es una entidad sin ánimo de lucro abierta a la participación de asociaciones de ámbito estatal o sectorial, productores forestales, industriales, comerciantes, consumidores y ONG interesadas en la Gestión Forestal Sostenible.
Su primer fin estatutario es la promoción y divulgación de la gestión forestal sostenible a través de la implantación en España del sistema de certificación PEFC (Programa para el Reconocimiento de la Certificación Forestal -en inglés, Programme for the Endorsement of Forest Certification-).
Según PEFC España, sus objetivos son impulsar y fomentar la certificación forestal; contribuir a mejorar las condiciones del medio rural; fomentar e impulsar la oferta y la demanda de productos procedentes de bosques gestionados de manera sostenible y dotar de un beneficio a asociados y clientes.
PEFC España está integrada en PEFC International entidad de ámbito mundial que promueve la gestión sostenible de los bosques para conseguir su equilibrio social, económico y medioambiental.

## Historia
PEFC España se constituyó el 5 de mayo de 1999 como Asociación para la Certificación Forestal Española. Sus cuatro Presidentes han sido Nicasio Guardia (1999-2004), Ricardo García Borregón (2004-2005), Francisco Rovira (2005- 20013) y Pilar Ruiz de Austri (2013-2015).
El 30 de junio de 1999, representantes de PEFC España firman en París el protocolo de constitución del Sistema Paneuropeo de Certificación Forestal PEFC. Del 17 al 19 de junio de 2001, PEFC España organiza en Santiago de Compostela la 5ª Asamblea General de PEFC Internacional. El sistema español creado por PEFC España es aprobado por el Consejo de PEFC Internacional el 24 de mayo de 2002, y el 18 de junio del mismo año es presentado en Madrid.
En noviembre de 2007, se alcanza el millón de hectáreas certificadas en España. En junio de 2008, el Pabellón de Iniciativas Ciudadanas de la Exposición Internacional de Zaragoza se convierte en la primera construcción certificada en el mundo. El 31 de octubre de 2008, el sistema español de certificación implantado por PEFC España es renovado cinco años más por el Consejo de PEFC Internacional reunido en Australia. En junio de 2010, parte del vallado del recorrido de los encierros de los Sanfermines de Pamplona se elabora con madera procedente de bosques certificados.

## Estructura y miembros
PEFC España está regida por sus órganos de gobierno (Junta Directiva y Asamblea General), integrados por todos los miembros corporativos de la entidad. Según se establece en sus Estatutos, pueden ser miembros representantes de los montes públicos del Estado o comunidades autónomas; organizaciones que defiendan o representen los intereses de las entidades locales propietarias de montes públicos; cualquier otra asociación de ámbito estatal o sectorial de productores forestales, industriales, comerciantes, consumidores o ONG interesados en el sector forestal; y asociaciones Regionales Promotoras de la Certificación Forestal PEFC
Los miembros corporativos directos son veintiuna instituciones y entidades públicas y privadas españolas:
1. Propiedad forestal pública: Junta de Andalucía, Junta de Castilla y León, Junta de Galicia, Gobierno de Navarra, Gobierno de Cantabria, Gobierno del Principado de Asturias y Junta de Comunidades de Castilla-La Mancha
2. Propiedad forestal y productores forestales: Confederación de Organizaciones de Selvicultores de España (COSE)
3. Industrias y empresas: Asociación Nacional de Fabricantes de Pasta, Papel y Cartón (ASPAPEL)
4. Colegios profesionales, centros tecnológicos y otros agentes sociales: Colegio Oficial de Ingenieros Técnicos Forestales; Centro Tecnológico Forestal de Cataluña y Colegio Oficial de Ingenieros de Montes.
5. Asociaciones Regionales Promotoras de la Certificación Forestal PEFC: Asociación Catalana Promotora de la Certificación Forestal (ACCF); Asociación Regional para la Promoción de la Certificación PEFC en el País Vasco (PEFC-Euskadi); Asociación Galega Promotora de la Certificación Forestal PEFC (PEFC Galicia); Asociación Promotora de la Certificación Forestal Regional en el Principado de Asturias (PEFC- Asturias). Estas asociaciones de ámbito autonómico están constituidas para la promoción y administración del sistema español de certificación forestal PEFC en cada región, mediante la participación activa de entidades asociativas de carácter autonómico y agentes locales del territorio. A través de estas entidades promotoras se agrupa a más de ochenta entidades de carácter regional y local.

La certificación PEFC de la madera y otros productos forestales consta de dos partes:
- Certificación de la Gestión Forestal Sostenible, que da cumplimiento a los indicadores de sostenibilidad en los montes.
- Certificación de la Cadena de Custodia, que acredita la trazabilidad del producto durante el proceso de fabricación, transporte y comercialización.

## Estadísticas
A 1 de mayo de 2024:
- Total de hectáreas certificadas por PEFC España: más de 2.800.000
- Total de gestores de monte con certificado PEFC de Gestión Forestal Sostenible: 68.500
- Total de empresas con certificado PEFC de Cadena de Custodia: 1775[6]